# 明烏
『明烏』（あけがらす）は、古典落語の演目。原話は新内節の「明烏夢泡雪」。
堅物な若旦那を世間勉強だと遊び人に頼んで遊廓に連れて行ったところ、若旦那の方が遊女にもてるという内容。題の「明烏」は「明け方（朝）に鳴くカラス」を意味し、転じて男女の夜の契りの終わりを意味する。

## あらすじ
田所町3丁目にある日向屋の若旦那・時次郎は部屋に籠もって本を読むのが好きという堅物で、悪所遊びとは無縁の人物である。あまりの堅物ぶりに父親である大旦那も、遊びも知らぬ世間知らずでは店を継がせられないとして、2人の遊び人に息子を遊郭に連れていってくれるよう頼む。費用は店持ちということで2人も喜んで引き受ける。
2人はお稲荷様に参拝すると嘘をついて若旦那を連れ出す。遊興地に入ってさすがに周りの様子がおかしいと若旦那も怪しみだすが、2人に上手く言いくるめられてしまう（江戸落語では吉原遊郭を舞台とし、見返り柳はご神木、大門は鳥居などといって誤魔化す）。
店に入って遊女たちに囲まれ、ようやくここが話に聞く遊郭だと気づき、慌てて逃げ出そうとするが、2人は大門には見張りがいて勝手には出られないと脅す。それを真に受けて若旦那は諦め、店一番の美しい花魁と一夜をともにすることになる。
翌朝、2人はどちらも女に振られたまま朝を迎える。若旦那も同じだろうと様子を見に行くが、花魁から、うぶなところを気に入られ、すっかり骨抜きにされていた。馬鹿馬鹿しくなった2人が、私達は一足早く帰りますと声をかけると、若旦那は言う。
「勝手に帰りなさい。大門で止められますよ」